# Мімбрес (Нью-Мексико)
Мімбрес (англ. Mimbres) — переписна місцевість (CDP) в США, в окрузі Грант штату Нью-Мексико. Населення — 390 осіб (2020).

## Географія
Мімбрес розташований за координатами 32°49′57″ пн. ш. 107°57′15″ зх. д. / 32.83250° пн. ш. 107.95417° зх. д. (32.832622, -107.954225).  За даними Бюро перепису населення США в 2010 році переписна місцевість мала площу 11,58 км², з яких 11,49 км² — суходіл та 0,09 км² — водойми.

## Демографія
Згідно з переписом 2010 року, у переписній місцевості мешкало 667 осіб у 334 домогосподарствах у складі 202 родин. Густота населення становила 58 осіб/км².  Було 430 помешкань (37/км²).
Расовий склад населення:
| - 87,6 % — білих - 2,2 % — корінних американців - 0,9 % — чорних або афроамериканців - 0,4 % — азіатів - 6,1 % — осіб інших рас |

До двох чи більше рас належало 2,7 %. Частка іспаномовних становила 21,6 % від усіх жителів.
За віковим діапазоном населення розподілялося таким чином: 12,6 % — особи молодші 18 років, 51,6 % — особи у віці 18—64 років, 35,8 % — особи у віці 65 років та старші. Медіана віку мешканця становила 59,7 року. На 100 осіб жіночої статі у переписній місцевості припадало 96,8 чоловіків;  на 100 жінок у віці від 18 років та старших — 95,0 чоловіків також старших 18 років.
За межею бідності перебувало 9,5 % осіб, у тому числі 0,0 % дітей у віці до 18 років та 15,0 % осіб у віці 65 років та старших.
Цивільне працевлаштоване населення становило 243 особи. Основні галузі зайнятості: освіта, охорона здоров'я та соціальна допомога — 31,7 %, будівництво — 30,0 %, інформація — 13,6 %, мистецтво, розваги та відпочинок — 11,5 %.